# Фелінув (Лодзинське воєводство)
Фелінув (пол. Felinów) — село в Польщі, у гміні Осьякув Велюнського повіту Лодзинського воєводства.
Населення — 110 осіб (2011).
У 1975-1998 роках село належало до Серадзького воєводства.

## Демографія
Демографічна структура станом на 31 березня 2011 року:
|          | Загалом | Допрацездатний вік | Працездатний вік | Постпрацездатний вік |
| -------- | ------- | ------------------ | ---------------- | -------------------- |
| Чоловіки | 57      | 19                 | 33               | 5                    |
| Жінки    | 53      | 13                 | 29               | 11                   |
| Разом    | 110     | 32                 | 62               | 16                   |